# Francesc Parera i Planet
Francesc Parera i Planet (1857) va ser un teixidor de seda i cooperativista nascut a Canet de Mar. Impulsor de la cooperativa La Canetense i promotor de la cooperativa de treball El Foment de Canet. L'any 1888 va ser el secretari fundacional de la UGT.
Canet li va dedicar un carrer.